# Liste der Kulturdenkmäler in Neuhemsbach
In der Liste der Kulturdenkmäler in Neuhemsbach sind alle Kulturdenkmäler der rheinland-pfälzischen Ortsgemeinde Neuhemsbach aufgeführt. Grundlage ist die Denkmalliste des Landes Rheinland-Pfalz (Stand: 21. Juli 2023).

## Einzeldenkmäler
| Bezeichnung                | Lage                                | Baujahr                            | Beschreibung | Bild                           |
| -------------------------- | ----------------------------------- | ---------------------------------- | --- | ------------------------------ |
| Grabmal und Kriegerdenkmal | Hauptstraße, auf dem Friedhof Lage  | 19. Jahrhundert                    | Grabmal Familie Kaiser, klassizistische Stele, um 1825; Kriegerdenkmal 1866–71, zweite Hälfte des 19. Jahrhunderts, Obelisk | Fotos hochladen                |
| Hofanlage                  | Hauptstraße 38/40 Lage              | 1874                               | Vierseithof; eingeschossiges Wohnhaus, Toranlage, bezeichnet 1874                                                           | Fotos hochladen                |
| Protestantische Kirche     | Schloßberg 3 Lage                   | 1739                               | ehemalige Schlosskirche der Grafen von Sayn-Wittgenstein; barocker Saalbau, bezeichnet 1739                                 | weitere Bilder Fotos hochladen |
| Wohnhaus                   | Schulstraße 10 Lage                 | zweite Hälfte des 19. Jahrhunderts | ehemalige Schule; spätklassizistischer Putzbau, zweite Hälfte des 19. Jahrhunderts                                          | Fotos hochladen                |
| Randeckerhof               | südlich des Ortes an der L 394 Lage | 18. Jahrhundert                    | barockes Herrenhaus, Walmdachbau, 18. Jahrhundert                                                                           | Fotos hochladen                |